# 歐文斯 (特拉華州)
歐文斯（英語：Owens）是位於美國特拉華州蘇塞克斯縣的一個非建制地區。該地的面積和人口皆未知。

## 地理
歐文斯的座標為38°48′20″N 75°31′34″W / 38.80556°N 75.52611°W，而該地的平均海拔高度為16米（即52英尺）。